# 毕节卫
毕节卫，明洪武十七年（1384年）置，治今贵州省毕节市。属贵州都指挥使司。辖境相当今贵州省毕节市大部地区。清康熙二十六年（1687年）改为毕节县。